# アニミュージック
アニミュージック(Animusic)は、アメリカのCG制作会社。及び同社が制作したCG作品/ビデオソフトの呼称。

## 概要
MIDIによるシンセサイザー音楽に、3DのCGによる視覚イメージを付加したビデオ作品を制作している。
CMやカンサスのライブDVDの美術(パッケージデザイン及びビデオ内のCGムービー)などの外注作品に加え、2種類のDVD作品集を発売しており、2007年11月現在、両者を合わせて40万セットを販売している(公式サイトの記述より)。
設立者はウェイン・ライトル(Wayne Lytle)。1982年頃から音楽と映像を同期させる事を構想し始めた。会社は当初はVisual Musicという社名で設立され、1995年に改称した。
2010年、Animusic 1およびAnimusic 2に収録された作品の一部をBlu-rayディスクにHD画質で収録したAnimusic HDを発売。
2012年8月、クラウドファンディングサービスのKickstarterでAnimusic 3のDVD制作企画を立ち上げ、$200,000の目標額を上回る$223,136を獲得した。これにより、Animusic 2発売直後より海外公式サイトで何度か示唆されていたAnimusic 3の制作が正式に決定。なお、当初はDVDのみの企画であったが、Kickstarter参加者の要望を受けてBlu-ray版の制作も決定した。

## 国内展開
2007年11月、日本語版のWebsiteが開設され、2008年3月19日にAnimusic 2の国内盤「アニミュージック２」が発売された(詳細は外部リンクを参照)。

## 作品
- 2004年 Animusic 1 (Special Edition) AM1151
- 2005年 Animusic 2 AM1152